# Gymnospermium silvaticum
Gymnospermium silvaticum là một loài thực vật có hoa trong họ Hoàng mộc. Loài này được (Freitag) Takht. mô tả khoa học đầu tiên năm 1972.